# Soběhrdy
Soběhrdy är en ort i Tjeckien.   Den ligger i regionen Mellersta Böhmen, i den centrala delen av landet, 40 km sydost om huvudstaden Prag. Soběhrdy ligger 409 meter över havet och antalet invånare är 310.
Terrängen runt Soběhrdy är lite kuperad.Runt Soběhrdy är det ganska glesbefolkat, med 29 invånare per kvadratkilometer. Närmaste större samhälle är Benešov, 5,5 km sydväst om Soběhrdy. Omgivningarna runt Soběhrdy är en mosaik av jordbruksmark och naturlig växtlighet.